# Moulin-Blanc
Le Moulin-Blanc est à la fois le nom d'une plage et celui d'un port de plaisance de l'agglomération brestoise, à cheval sur les communes de Brest, Guipavas et Le Relecq-Kerhuon. Le parc de loisirs et grand aquarium Océanopolis est installé sur le terre-plein du port de plaisance.

## Histoire

### Toponymie
L'origine du nom rappelle la présence par le passé d'un moulin (le moulin du Stangalard ou Stang Alar), blanchi à la chaux, donc de couleur blanche, et qui servait d'amer pour les navires qui s'approchaient de la côte.

### Jusqu'auXIXesiècle
Le Moulin-Blanc et ses abords étaient sous le contrôle du seigneur de Kerisbian, dont les terres s'étendaient de la rivière du Dourguen (breton dour gwenn « eau blanche »), nom ancien du ruisseau du Stang Alar.
Un petit port de pêche existait au lieu-dit Palaren (à proximité de l'actuelle Place du Moulin Blanc) équipé d'un quai à partir de 1800 environ (là où se trouvait l'ancien langoustier transformé en restaurant). La construction de la voie ferrée (ligne Paris-Montparnasse - Brest) dans la décennie 1860 bouleverse le paysage, entraînant la destruction du vieux moulin. Par contre la création d'une halte au Rody est autorisée en 1879 « pour le service de la poudrerie voisine et (...) pour la fréquentation des environs comme but de promenade et d'excursion ».

### AuXXesiècle
Dans les premières décennies du XXe siècle, des terrains sont achetés et des maisons construites par la bourgeoisie brestoise, transformant le lieu en une station balnéaire prisée à laquelle on peut accéder par le train (halte du Rody) ou par la route (élargissement de la route menant au bourg de Saint-Marc dénommée d'abord rue du Moulin-Blanc, avant d'être rebaptisée "rue de Verdun" après la Première Guerre mondiale). Ce n'est qu'en 1934 qu'est construite une route partant du haut de la ville pour accéder directement à la plage (baptisée "route de Quimper" car, grâce à la construction du pont Albert-Louppe, c'est aussi devenu la direction de Quimper).
En 1961 est décidée la construction du port de plaisance du Moulin-Blanc (400 anneaux à l'origine), destiné à remplacer le mouillage antérieur situé dans l'anse de Poullic-ar-Lor, vouée à disparaître en raison de la poldérisation liée à l'extension de la zone industrialo-portuaire. Parallèlement, le déversement de sable provenant pour partie des mines d'étain de Saint-Renan et pour le reste de dragages au large de l'anse de Bertheaume fait de la grève du Moulin-Blanc une plage bien pourvue en sable.
La capacité du port de plaisance est agrandie de 246 places en 1980 grâce à la construction d'une seconde jetée parallèle à la première et la capacité d'accueil du port de plaisance est portée en tout à 1150 places quelques années plus tard grâce à quelques réaménagements.
Pendant la décennie 1980, le vallon du Stang Alar, lieu de nombreuses carrières de pierre abandonnées qui avaient servi à la construction de la ville pendant plusieurs siècles et devenu un véritable dépotoir, est totalement réaménagé et transformé en un jardin botanique avec de nombreuses espèces exotiques grâce à son micro-climat, où s'implante le Conservatoire botanique national de Brest.
La construction de la pénétrante sud (prolongement jusqu'au port de commerce de la voie express venant de Quimper, en liaison avec la construction du pont de l'Iroise) bouleverse à nouveau les lieux. Plusieurs bâtiments sont rasés (des maisons anciennes, mais aussi des lieux célèbres comme la boîte de nuit "Les Tritons" ou le restaurant "La Mangeoire") et un passage souterrain sous la voie express réalisé au lieu-dit Palaren.
L'ouverture du parc de loisirs à thème Océanopolis en 1990 et, près de l'extrémité de la plage sud-est de la plage, du Spadium Parc, piscine ludique, en 2008, font du Moulin-Blanc un lieu désormais attractif, ce qu'a accentué le réaménagement en 2010 de la zone commerciale du port de plaisance.

#### La poudrerie du Moulin-Blanc
Une poudrerie d'État, dite "Poudrerie du Moulin-Blanc" a fonctionné entre 1886 et 1940 dans la vallée du Costour, sur le territoire de la commune du Relecq-Kerhuon, certains bâtiments étant implantés en bordure même de la plage.

## La plage du Moulin-Blanc
Formant un arc de cercle long de plusieurs kilomètres, la plage du Moulin-Blanc, à proximité immédiate du port de plaisance du même nom, est la plus fréquentée de l'agglomération brestoise car c'est la plus proche de la ville. La disparition de plages et grèves antérieurement existantes comme la plage de Saint-Marc, avec ses guinguettes, fréquentée et appréciée des Brestois pendant l'entre-deux-guerres en raison de la création après la Seconde guerre mondiale des polders de la zone industrialo-portuaire en font "La" plage de la ville désormais ; l'autre plage existante, située à l'ouest de l'agglomération, la plage de Sainte-Anne-du-Porzic étant désormais moins fréquentée car beaucoup plus petite et souffrant d'un amaigrissement ( = perte du sable la recouvrant) régulier depuis la création de la digue d'IFREMER. Sinon, il faut aller plus loin vers l'ouest, en direction de la Pointe Saint-Mathieu pour trouver les autres plages fréquentées par les Brestois (Trégana, Porsmilin, Le Trez-Hir, Bertheaume, ...)
La Plage du Moulin-Blanc eût jusqu'au début de la décennie 1990 une médiocre réputation en raison de sa pollution (c'était en effet le déversoir du ruisseau du Stang Alar, alors pollué, et surtout des abattoirs du Moulin-Blanc). La fermeture de ces derniers, l'amélioration de la collecte des eaux pluviales et usées en font désormais une plage propre et bien entretenue, qui  a l'avantage d'être desservie par Bibus, le réseau de transport en commun.
Cette plage, dans sa partie sud-est, proche du lieu-dit "La Cantine" sur le territoire de la commune du Relecq-Kerhuon, est devenu un lieu réputé pour la pratique du windsurf, y compris toutes ses variantes (kitesurf, etc.).

## Le port de plaisance du Moulin-Blanc

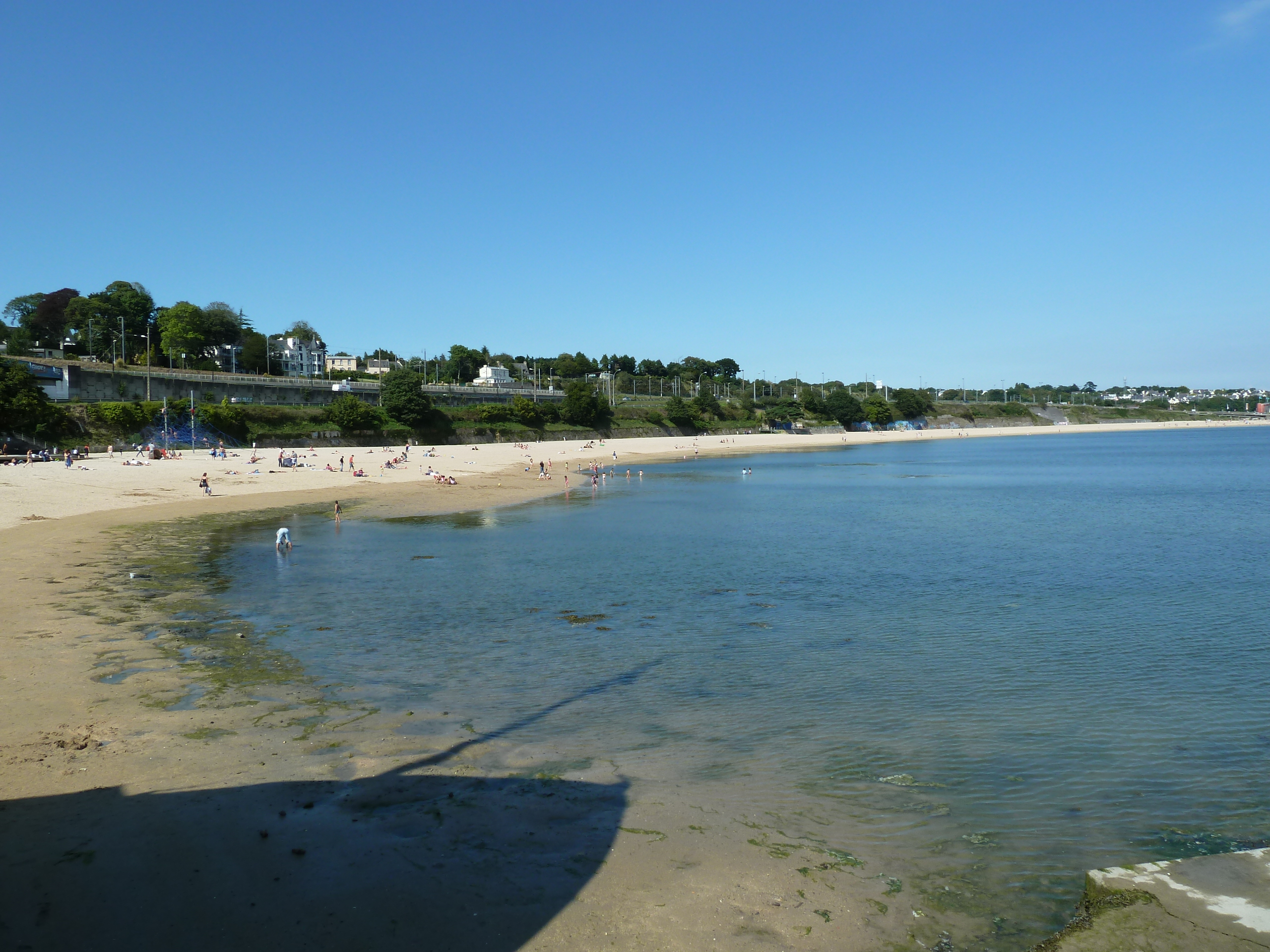
La plage du Moulin-Blanc

Situé au fond de la Rade de Brest, le Port du Moulin-Blanc est l'un des deux ports de plaisance de Brest depuis la création du nouveau Port du Château.
C'est le port d'attache de nombreux navigateurs réputés comme Olivier de Kersauson et c'était le point de départ des courses autour du monde comme le trophée Jules-Verne ; toutefois c'est désormais le Port du Château qui est destiné à recevoir ces navigateurs et les courses à la voile et qui est désormais le port d'escale principal destiné à l'accueil des bateaux des visiteurs car il est situé à l'ouest de l'agglomération et plus proche du goulet de Brest et de l'Océan Atlantique. Le port du Moulin-Blanc, compte tenu de son implantation en fond de rade, est désormais davantage voué à l'accueil des plaisanciers locaux. C'est aussi l'un des points de rassemblement lors des "Tonnerres de Brest", fêtes maritimes qui se déroulent à Brest tous les quatre ans les années bissextiles, ou encore lors de la Course Croisière EDHEC, plus grand événement sportif étudiant d'Europe qui se déroule chaque année sur un port variant de la côte Atlantique.
C'est surtout un port où les plaisanciers sont très nombreux à exercer leur loisir et qui dispose d'écoles de voiles.
Particulièrement bien abrité, c'est un des principaux ports de plaisance de la façade atlantique par sa capacité d'accueil, offrant 1325 places à l'année et 100 places pour les navigateurs en escale.
La société maritime Azénor propose, au départ du port de plaisance, des promenades en Rade de Brest et, en juillet-août, jusqu'à l'Anse de Camaret et les Tas de Pois.
Le Moulin Blanc est le port d'attache de la yole Fraternité, réplique d'une embarcation de 1796.
L'Auberge de jeunesse du Moulin-Blanc est située à proximité immédiate du port de plaisance et assure chaque année entre 16 000 et 17 000 nuitées. Réalisation de Roland Schweitzer, construite en 1983, elle a valu à la Ville de Brest un prix d'architecture en 1991.

## Les équipements touristiques

### Océanopolis
Parc de loisirs à thème ouvert en 1990 et consacré à la découverte des océans et du monde maritime, Océanopolis possède quatre pavillons principaux: pavillon tropical, pavillon tempéré, pavillon polaire, pavillon biodiversité et présente également des expositions temporaires.

### Spadium Parc

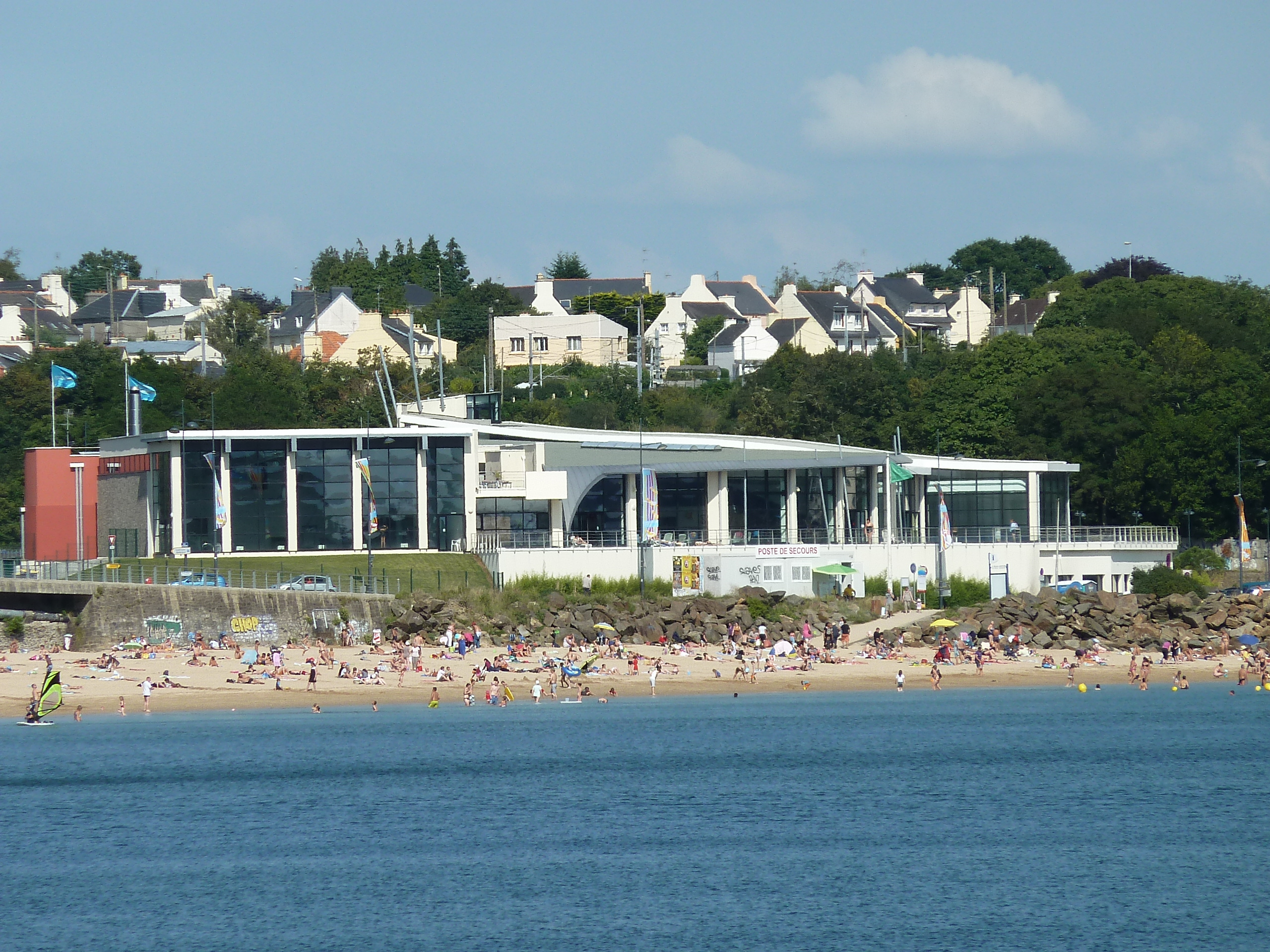
Le Spadium Parc près de la plage du Moulin-Blanc (situé en fait sur la commune du Relecq-Kerhuon

Les travaux commencent le 4 décembre 2006, la piscine ouvre le 25 mai 2008, elle est implantée juste en arrière de la plage, sur le territoire de la commune du Relecq-Kerhuon, le Spadium Parc est devenu le plus important espace de loisirs aquatiques de Bretagne avec près de 850 m² de bassins avec, en plus, un pentagliss comprenant quatre pistes de 25 m de long, une rivière à courant rapide, un sauna, deux hammams...

## Photos anciennes
- Des photographies du Moulin-Blanc prises par Noël Le Boyer (1883-1967) entre les deux guerres mondiales sont visibles dans la base Mérimée[14] du ministère de la culture.